# Congrès national oromo
Le Congrès national Oromo est un parti politique éthiopien.
Lors des élections législatives du 15 mai 2005, le Congrès national Oromo fait partie de la coalition des Forces démocratiques éthiopiennes unies qui a remporté 52 des 527 sièges à la Chambre des représentants des peuples.